# Under den röda kappan
Under den röda kappan (engelska: Under the Red Robe) är en brittisk-amerikansk äventyrsfilm från 1937 i regi av Victor Sjöström. Filmen är baserad på Stanley J. Weymans roman med samma namn från 1894. Filmen blev Sjöströms sista som regissör, även om hans filmkarriär fortsatte i tjugo år till som skådespelare och konstnärlig ledare på SF.

## Handling
Filmen utspelar sig i 1620-talets Frankrike. Svärdskämpen Gil de Berault (Conrad Veidt) har just utfört ett uppdrag åt kardinal Richelieu (Raymond Massey), och får veta att kardinalen är orolig över hugenotternas motstånd i söder. Att duellera med värja är dessutom numera belagt med dödsstraff. Detta bryr sig de Berault inte om, och han duellerar, och blir därför dömd till döden.
Kardinalen erbjuder sig att häva domen om de Berault hjälper honom att fånga en hertig som håller på att planera ett uppror. Gil reser till hans slott och tas väl emot, men hertigens fru och syster misstänker hans verkliga avsikter. När Gil förälskar sig i hertigens syster kompliceras fallet ytterligare.

## Rollista
- Conrad Veidt – Gil de Berault
- Annabella – Lady Marguerite of Fiox
- Raymond Massey – Kardinal Richelieu
- Romney Brent – Marius
- Sophie Stewart – Elise, hertiginnan Fiox
- Wyndham Goldie – Edmond, hertigen av Fiox (som F. Wyndham Goldie)
- Lawrence Grant – Fader Joseph
- Balliol Holloway – Clon
- Shale Gardner – Louis (som Shayle Gardner)
- Frank Damer – Pierre
- James Regan – Jean
- Edie Martin – Maria
- Haddon Mason – Greve Rossignac
- J. Fisher White – Baron Breteuil
- Graham Soutten – Leval (som Ben Soutten)

## Om filmen
Redan 1923 gjordes en filmatisering av Weymans roman, en stumfilmsversion i regi av Alan Crosland. Dessförinnan hade den 1896–1897 givits som pjäs på Broadway, i bearbetning av Edward Everett Rose och med Viola Allen och William Faversham i huvudrollerna.